# Bombardamento con atomi veloci
In spettrometria di massa il bombardamento con atomi veloci è una tecnica di ionizzazione per desorbimento, simile all'LSIMS. Questa tecnica produce poca frammentazione, è una tecnica di ionizzazione soft. È stata la prima tecnica per l'analisi di grandi molecole, come quelle che si incontrano in ambito biochimico, attualmente questa tecnica è in disuso.
Comunemente si indica con FAB, dalla lingua inglese fast atom bombardment ; Consiste nel disperdere il campione in una matrice (tipicamente glicerina) su cui vengono sparati atomi pesanti ad elevata velocità. Gli atomi veloci sono prodotti dal cosiddetto cannone atomico in cui viene introdotto il gas, Ar o Xe, che per effetto di una sorgente elettronica diventano Ar+ oppure Xe+. Questi ioni vengono fatti entrare in una camera di collisione in cui è presente Argon o Xeno gassoso; gli ioni, urtando gli atomi cedono la loro energia cinetica generando così un flusso di atomi neutri che escono dalla camera di collisione ad elevata velocità ed impattano contro la matrice che contiene disperso il campione da analizzare. Alla fine della camera di collisione vi è un potenziale positivo che provvede a respingere eventuali ioni che non si siano scontrati con Xe o Ar gassoso. 
Il FAB è adatto a molecole non volatili (polari), che possono subire reazioni acido-base: glicosidi, peptidi etc.
Lo spettro FAB forma ioni stabili: lo ione molecolare è sempre visibile ed intenso, ma spesso sono visibili anche picchi di frammentazione che possono dare utili informazioni strutturali. 
Questa tecnica ha però un grosso svantaggio quale il rumore di fondo sullo spettro; infatti anche la matrice ionizza e dà luogo ad un intenso picco.

## Meccanismo
Il campione viene sciolto in un liquido con bassa tensione di vapore come ad esempio il glicerolo e bombardata con atomi di xeno o argon, ad alta energia (dai 6 ai 10 keV). Il campione è sciolto in una matrice (solvente protico e poco volatile); la soluzione è investita da un flusso di atomi di Xe al alta energia cinetica, che provocano la volatilizzazione. La ionizzazione inoltre è dovuta a reazioni acido base prima e durante questo processo. 